# Карлиньос Браун
Карлиньюс Браун (порт. Carlinhos Brown; настоящее имя Антониу Карлус Сантус де Фрейтас (порт. Antonio Carlos Santos de Freitas)) — бразильский музыкант.

## Биография
Антониу Карлус Сантус де Фрейтас родился 23 октября 1962 года в Салвадоре (Баия). Его родители были не в состоянии дать ему достойное образование, но знакомый музыкант Освалду Алвес да Силва (известный как Мастер Бонго) научил его обращаться с бразильскими фольклорными ударными инструментами: бубном, барабаном, конго, бонго и другими. Вскоре юноша знал все секреты ударных и начал вырабатывать личный стиль.
В начале 1980-х годов он сотрудничает со студией WR в Баия, где изучает методы звукозаписи, компиляцию и кодирование ритма ударных. Здесь он принял творческий псевдоним Карлиньюс Браун. Достигнув высокого профессионального уровня, начал сотрудничать с другими артистами. В 1984 году играл с Luís Caldas’s band Acordes Verdes, создателями стиля самба-регги. В 1985 году входили в состав Каэтано Велозу’с Бэнд.
В 1990-х годах Карлиньюс Браун приобрёл национальную и международною известность в качестве лидера музыкальной группы Timbalada, которая состояла из более чем 100 перкуссионистов и певцов, называемых «тимбалейрос» (порт. timbaleiros). Большинство из них были молодые ребята из окрестностей Сальвадора, где родился и вырос Карлиньюс. Они записали восемь альбомов и гастролировали по всему миру. В 1993 году журнал Billboard назвал Брауна «лучшим продюсером в Латинской Америке».
В 1996 Браун принял участие в записи альбома бразильской метал-группы Sepultura. Вслед за успехом Timbalada, в 1996 году музыкант начал записывать сольный альбом под названием «Alfagamabetizado», где он выступил композитором, певцом и исполнителем. В 1998 году он выпустил свой второй альбом «Omelete Man», а ещё через два года — третий «Bahiado Mundo, Mito e verdade».
В 2002 году Карлиньос Браун сформировал группу Tribalistas/Соплеменники. В 2003 году Tribalistas выиграла в номинациях Лучший альбом, Лучший DVD, и Лучшую песню (за «Já Sei Namorar») Бразильского национального музыкального конкурса.
Карлиньюс Браун остается активным гражданином своего города Салвадора (Баия). Он основал некоммерческую музыкальную школу, осуществляет различные культурные и общественные программы. Музыкант открыл свой собственный лейбл записи Candyall Records.
10 апреля 2007 года Карлиньюс Браун представил новый альбом «Gente Ainda Não Sonhou» (SonyBMG), который был записан в Салвадор-де-Баия в период с марта 2005 года по сентябрь 2006 года. В этом и двух последующих альбомах музыкант экспериментирует со смешением звучания электронных инструментов и ритмами румбы, танго, регги и фанка.

## Дискография
- 1996 — Alfagamabetizado (Blue Note Records)
- 1998 — Omelete Man (Blue Note Records)
- 2001 — Bahiado Mundo, Mito e verdade (Blue Note Records)
- 2003 — Carlinhos Brown é Carlito Marrón (Blue Note Records)
- 2004 — Candyall Beat (Vale)
- 2007 — A Gente Ainda Não Sonhou (Sony BMG)
- 2010 — Adobro
- 2010 — Diminuto
- 2012 — Mixturada Brasileira
- 2014 — Marabó
- 2014 — Vibraaasil
- 2015 — Sarau du Brown

## Награды
- 2012 — музыка к кинофильму «Капитаны песка» (2011) удостоена приза «Лучший саундтрек», ACIE Awards, Бразилия